# Piragüisme als Jocs Olímpics d'estiu de 2024 - K-4 500m Masculí
La prova de K-4 500m masculina de Piragüisme en aigües tranquil·les als Jocs Olímpics de París 2024 serà la 2a edició de l'esdeveniment en unes Olimpíades. La prova es disputarà entre el 6 i el 8 d'agost del 2024 a l'Estadi nàutic olímpic de l'Illa de França, situat al municipi francès de Vaires-sur-Marne.
L'embarcació alemanya és la única i vigent campiona de la disciplina olímpica després de guanyar la medalla d'or als Jocs Olímpics de Tòquio 2020. La medalla de plata fou per l'equip espanyol i la medalla de bronze la va aconseguir el combinat d'Eslovàquia.

## Format
El sistema de competició consisteix en un format de 3 rondes (preliminars, semifinals i final), on les embarcacions competiran entre elles per anar avançant en les diferents curses. Les classificacions de cada ronda depenen en les embarcacions de cada cursa i de la posició final. La distància que hauran de recórrer són 500 metres en un caiac amb 4 piragüistes i les 3 primeres embarcacions que quedin en les primeres posicions a la final, guanyaran les medalles.

## Classificació
Totes les places es van assignar en el Campionat del Món de Piragüisme en aigües tranquil·les que es va disputar a Duisburg entre el 23 i el 27 d'agost del 2023.
| Esdeveniment      | Data               | Places | País      | Atletes classificats |
| ----------------- | ------------------ | ------ | --------- | -------------------- |
| Campionat del Món | 23 - 27 agost 2023 | 10     | Alemanya  |                      |
| Campionat del Món | 23 - 27 agost 2023 | 10     | Alemanya  |                      |
| Campionat del Món | 23 - 27 agost 2023 | 10     | Alemanya  |                      |
| Campionat del Món | 23 - 27 agost 2023 | 10     | Alemanya  |                      |
| Campionat del Món | 23 - 27 agost 2023 | 10     | Hongria   |                      |
| Campionat del Món | 23 - 27 agost 2023 | 10     |           |                      |
| Campionat del Món | 23 - 27 agost 2023 | 10     |           |                      |
| Campionat del Món | 23 - 27 agost 2023 | 10     |           |                      |
| Campionat del Món | 23 - 27 agost 2023 | 10     | Ucraïna   |                      |
| Campionat del Món | 23 - 27 agost 2023 | 10     |           |                      |
| Campionat del Món | 23 - 27 agost 2023 | 10     |           |                      |
| Campionat del Món | 23 - 27 agost 2023 | 10     |           |                      |
| Campionat del Món | 23 - 27 agost 2023 | 10     | Austràlia |                      |
| Campionat del Món | 23 - 27 agost 2023 | 10     |           |                      |
| Campionat del Món | 23 - 27 agost 2023 | 10     |           |                      |
| Campionat del Món | 23 - 27 agost 2023 | 10     |           |                      |
| Campionat del Món | 23 - 27 agost 2023 | 10     | Dinamarca |                      |
| Campionat del Món | 23 - 27 agost 2023 | 10     |           |                      |
| Campionat del Món | 23 - 27 agost 2023 | 10     |           |                      |
| Campionat del Món | 23 - 27 agost 2023 | 10     |           |                      |
| Campionat del Món | 23 - 27 agost 2023 | 10     | Lituània  |                      |
| Campionat del Món | 23 - 27 agost 2023 | 10     |           |                      |
| Campionat del Món | 23 - 27 agost 2023 | 10     |           |                      |
| Campionat del Món | 23 - 27 agost 2023 | 10     |           |                      |
| Campionat del Món | 23 - 27 agost 2023 | 10     | Espanya   |                      |
| Campionat del Món | 23 - 27 agost 2023 | 10     |           |                      |
| Campionat del Món | 23 - 27 agost 2023 | 10     |           |                      |
| Campionat del Món | 23 - 27 agost 2023 | 10     |           |                      |
| Campionat del Món | 23 - 27 agost 2023 | 10     | Sèrbia    |                      |
| Campionat del Món | 23 - 27 agost 2023 | 10     |           |                      |
| Campionat del Món | 23 - 27 agost 2023 | 10     |           |                      |
| Campionat del Món | 23 - 27 agost 2023 | 10     |           |                      |
| Campionat del Món | 23 - 27 agost 2023 | 10     | Polònia   |                      |
| Campionat del Món | 23 - 27 agost 2023 | 10     |           |                      |
| Campionat del Món | 23 - 27 agost 2023 | 10     |           |                      |
| Campionat del Món | 23 - 27 agost 2023 | 10     |           |                      |
| Campionat del Món | 23 - 27 agost 2023 | 10     | Canadà    |                      |
| Campionat del Món | 23 - 27 agost 2023 | 10     |           |                      |
| Campionat del Món | 23 - 27 agost 2023 | 10     |           |                      |
| Campionat del Món | 23 - 27 agost 2023 | 10     |           |                      |

## Medaller històric
| Posició | País       | Or | Argent | Bronze | Total |
| ------- | ---------- | -- | ------ | ------ | ----- |
| 1       | Alemanya   | 1  | 0      | 0      | 1     |
| 2       | Espanya    | 0  | 1      | 0      | 1     |
| 3       | Eslovàquia | 0  | 0      | 1      | 1     |